# ILife
Az iLife az Apple Inc. macOS alatt futó programcsomagja, amivel digitális tartalmak (mint például zenék, videók, fényképek) készíthetők, szerkeszthetők és rendezhetők. Az iLife '06 hat szoftverből állt: iTunes, iPhoto, iMovie, iDVD, GarageBand és iWeb. Az iLife-ot ingyen adják minden Apple-től vásárolt Macintosh-hoz.
2010. október 20-án mutatták be az iLife '11-et, amelyet változatlanul öt program alkot: iPhoto, iMovie, iWeb, iDVD és GarageBand. Az iLife minden új Macintosh számítógépen előre telepítve megtalálható (a gép árának része a program legfrissebb változata).  A '11-es csomagban az iPhoto, az iMovie és a GarageBand frissült, az iWeb maradt a 09-ben megismert, az iDVD pedig a 08-ban megismert szoftver.

## Részei

### iTunes
Az iTunes médialejátszó-szoftver együttműködik az iPod lejátszókkal, az iPhone telefonnal, az AppleTV-vel és az iPad eszközzel. Alkalmas az Apple iStore szolgáltatásának igénybevételére. A program eredeti célja a zenék számítógépes tárolása, rendszerezése volt, az iPod megjelenése óta ez a feladat a külső eszközökkel való kommunikációval bővült. Már nem része az iLife alkalmazás-csomagnak, létezik Windows alatt futtatható változata. Ingyen letölthető az Apple oldaláról.

### iPhoto
Az iPhoto fényképszerkesztő és -rendszerező program, ami lehetővé teszi a felhasználók számára a digitális fényképek tárolását, böngészését, megosztását és retusálását. Az iPhoto segítségével fényképalbumok készíthetőek, amelyet az interneten közzé lehet tenni, vagy CD-re ki lehet írni. diavetítéseket lehet létrehozni számítógépes prezentációkhoz, naptárakat illetve üdvözlőlapokat előállítani a fotókból. Az iPhoto képes a legtöbb digitális kamerából a fényképeket importálni illesztőprogram használata nélkül. A kilences verzióban arcfelismerő- és GPS-feldolgozó képességgel bővült a program tudása. A tizenegyes verziótól elérhető a teljes képernyős szerkesztés (ahogy az iOS alapú iPadnél), erősebb lett a Facebook integráció.

### iMovie
Az Apple az iLife '08 csomagban teljesen újraírt iMovie verziót mutatott be, még a program ikonját is lecserélték, egyedül a neve maradt meg (első bemutatásánál iMovie, majd a következő meghatározó verzió iMovie HD névre hallgatott). A program leginkább házi-videók megvágására, 10-15 perces filmek elkészítésére alkalmas. A filmhez zenét és hangeffekteket (program része) adhatunk, fényképeket használhatunk fel, feliratozhatunk és áttűnéseket is alkalmazhatunk. Utazási videó készítését térkép-animációval támogatja az iMovie. A program a kész mozit képes feltölteni a YouTube-ra, Vimeo-ra, CNN iReporterre, Facebook-ra és a MobileMe-re.

### iDVD
Az iDVD a DVD szabványnak megfelelő méretű és minőségű műsoros-, menüválasztós DVD előállításra használható. Az Apple a programot a '08-as változat óta nem fejleszti.

### iWeb
Az iWeb saját célú honlapok létrehozására alkalmas, használatához nincs szükség html, css, javascript vagy php tudásra. A kész weblap nem csak az Apple MobileMe tárhelyére tölthető fel. A weblapba beilleszthető külső html-kód, Google térkép, RSS-hírszál és YouTube videó. Az Apple a programot a '09-es változat óta nem fejleszti.

### GarageBand
A Macintosh erejétől függő számú hangsávval dolgozó zeneszerkesztő és -vágó alkalmazás. Számtalan hangmintát tartalmaz az alkalmazás.

## Története
- iLife, 2003. január 3., bemutatva a Macworld Conference & Expo-n
- iLife '04, 2004. január 6., bemutatva a Macworld Conference & Expo-n
- iLife '05, in 2005. január 11., bemutatva a Macworld Conference & Expo-n
- iLife '06, 2006. január 10., bemutatva a Macworld Conference & Expo-n
- iLife '08, 2007. augusztus 7.
- iLife  '09, 2009. január 6.
- iLife  '11, 2010. október 20.

## Lásd még
- iWork – iWork, irodai programcsomag
- iCloud – internetes szolgáltatás, ami közvetlenül elérhető az iLife néhány szoftveréből (korábban .Mac néven)

## Külső hivatkozások
- Az iLife honlapja (magyarul)
- Az iLife honlapja (angolul)